# Груј (Горж)
Груј (рум. Grui) насеље је у Румунији у округу Горж у општини Мушетешти. Oпштина се налази на надморској висини од 322 m.

## Становништво
Према подацима из 2002. године у насељу је живело 331 становника, од којих су сви румунске националности.